# Agustín Cañete
Agustín Cañete García (Asunción, 31 de diciembre de 1844-Asunción, 23 de diciembre de 1902) fue un político paraguayo. Sirvió en varios gabinetes presidenciales a lo largo de una vida política que abarcó más de tres décadas. Entre sus cargos más destacados se encuentra haber sido ministro de Hacienda de Paraguay en tres ocasiones; en dos de estos casos renunció al cargo en medio de acusaciones de corrupción.

## Biografía

### Primeros años de vida
Cañete nació en 1844, hijo de Juan de la Cruz Cañete, oficial del ejército, y Ubalda García de Cañete, hija ilegítima de José Gaspar Rodríguez de Francia. Francia fue el dictador de Paraguay entre 1814 y su muerte en 1840, y aunque su legado fue vilipendiado en el Paraguay posterior a la Guerra de la Triple Alianza, Cañete mostraría a lo largo de su vida cierto orgullo por ser nieto del dictador, llegando incluso a desafiar al expresidente argentino Domingo Sarmiento a duelo luego de que este último escribiera un artículo crítico contra Francia en Asunción en 1887.
Durante su juventud, fue enviado a estudiar al prestigioso Colegio del Uruguay argentino. En la década de 1860, combatió en la Guerra de la Triple Alianza, siendo alférez al tiempo de la batalla de Curupayty, y sargento mayor al finalizar el conflicto; en los primeros años después de la guerra, se unió al partido decoudista, el Club del Pueblo. Se desempeñó como constitucionalista en la asamblea que redactó la Constitución de 1870, y como congresista entre finales de 1877 y 1878.

### Trabajo como ministro
En 1878 fue nombrado brevemente ministro de Justicia, Religión y Educación Pública en el gabinete de Higinio Uriarte tras la dimisión de Adolfo Saguier, pero pocos meses después José Segundo Decoud fue nombrado ministro en su lugar cuando Cándido Bareiro asumió la presidencia. Unos meses antes había sido nombrado Presidente de la Corte Suprema de Justicia del Paraguay, cargo que volvería a ocupar en la década de 1880.
Desde la asunción del poder por el presidente Bareiro en 1878 en adelante, la relevancia política de Cañete creció, dado que Bareiro, el futuro presidente Bernardino Caballero y Cañete eran aliados. En 1885 asumió como Ministro de Hacienda, cargo que asumió luego de que Juan de la Cruz Gíménez dimitiera, formalmente por motivos de salud, en medio de diversas acusaciones de corrupción. Era ampliamente conocido que el ministerio estaba en malas condiciones administrativas cuando Cañete asumió el cargo, y su reputación mejoró un poco durante su mandato. Mientras era ministro, fue un importante defensor del proceso de venta de tierras llevado a cabo por el gobierno a partir de 1880, que son un tema controvertido incluso hoy en día, ya que sirvieron para concentrar rápidamente la propiedad de la tierra y tuvieron un impacto de corta duración. en las finanzas del país; en 1887 también fue ministro de Relaciones Exteriores interino durante algunos meses, y ayudó a fundar el Partido Colorado. En 1888, los medios de comunicación del país lo acusaron ampliamente de malversación de fondos.
Posteriormente, en la década de 1890, volvió a ocupar dos veces el Ministerio de Hacienda, la primera retirándose luego de que Cecilio Báez lo acusara de fraude en el proceso de cierre del Banco Nacional del Paraguay (del cual había sido director). Sin embargo, todavía era una figura fuerte dentro del Partido Colorado, y en 1897 se enfrascó en una lucha de poder con Decoud por la presidencia de Paraguay, ambos pertenecientes al ala del Partido de Bernardino Caballero; al final, el egusquicista Emilio Aceval fue elegido para postularse y, por lo tanto, elegido; la elección de Aceval por las altas esferas del partido hizo que Cañete renunciara nuevamente a su cargo de ministro.

### Últimos años
En 1899 se convirtió en senador de la república. En ese momento también se había convertido en un importante inversor en empresas paraguayas, teniendo grandes intereses en empresas como el gigante de la yerba mate La Industrial Paraguaya.
Murió en Asunción en diciembre de 1902.
En 1909, fue mencionado por nombre en la nota de suicidio de José Segundo Decoud, donde se le catalogaba como «secretario de López»; dado el resto de la nota, esto muy probablemente se debió a su disputa por la presidencia en la década de 1890.

### Citas
1. ↑  «Ojeadas retrospectivas». Revista del Paraguay (Buenos Aires: Imprenta de la Nación). 1892. Consultado el 14 de octubre de 2023.
2. ↑  Prieto, Justo (1950). «Sarmiento, maestro en la vida y la muerte». Revista Universidad (Buenos Aires: Unión de Universidades de América Latina).
3. ↑  Diario de sesiones de la Cámara de Diputados. Imprenta del Porvenir. 1974.
4. ↑  Centurión, 1895, pp. 288.
5. ↑  Villamil, 1992, pp. 31.
6. ↑  Actas de la Convención nacional constituyente del año 1870: República del Paraguay. Tipografía del Congreso. 1897.
7. ↑  Actas de las sesiones del período legislativo del año .... Tipografía del Comercio. 1908.
8. ↑  «Registro oficial, 1876-1885». HathiTrust (en inglés).
9. ↑  Prado, 2022, pp. 97.
10. ↑  Warren y Warren, 2014, pp. 170.
11. ↑  «Registro oficial, 1886-1889». HathiTrust (en inglés).
12. ↑  Warren, 1985, pp. 66.
13. ↑  Prado, 2022, pp. 96.
14. ↑  Warren, 1985, pp. 96.
15. ↑  Warren, 1985, pp. 103.
16. ↑  Aquino, 1985, pp. 227.
17. ↑  «Agustín Cañete Q.E.P.D.». La Democracia (Asunción). 23 de diciembre de 1902.
18. ↑  Doratioto, 2012, pp. 79.